# Мечники
Ме́чники, или конусоголовы (лат. Conocephalus) — род прямокрылых из семейства настоящих кузнечиков подсемейства Conocephalinae.

## Описание
Стройные зеленоватой окраски кузнечики длиной тела до 25-27 мм. Голова в профиль скошена. От темени к нижнему краю переднеспинки имеется коричневое или чёрное пятно. Надкрылья у некоторых видов укорочены на них иногда имеются коричневые пятна. Крылья, обычно, короче брюшка. Яйцеклад мечевидный, может быть прямым или загнутым вверх. Церки у самцов с 1-3 внутренними зубцами, которых нет у самок. Вершина генитальной пластинки у самок с выемкой.

## Экология
По типу питания являются фитофагами и хищниками.

## Классификация
В мировой фауне насчитывается около 160 видов, которые распределяются по 9 подродам.

## Распространение
Род имеет всесветное распространение.

## Галерея

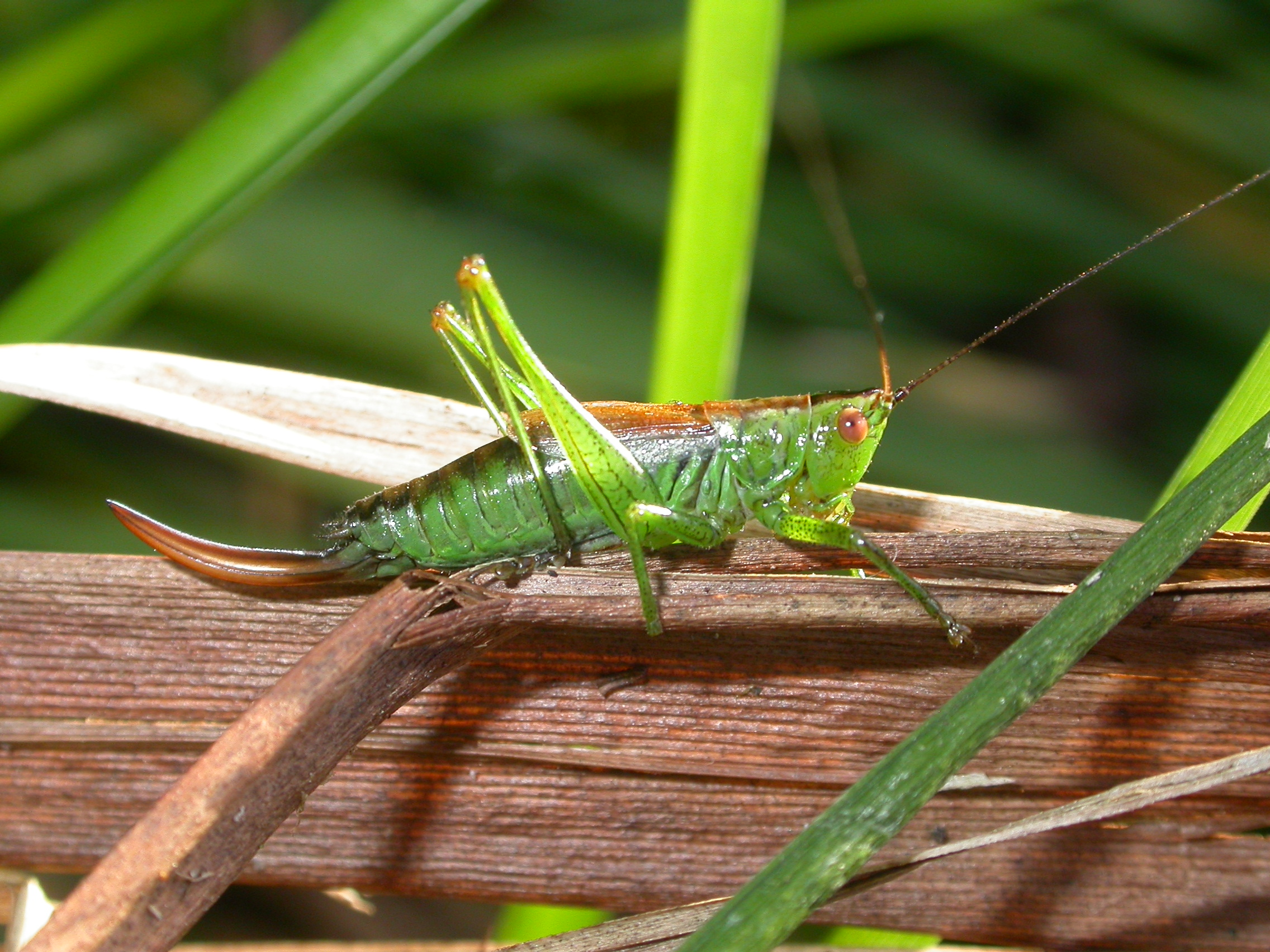
Conocephalus dorsalis
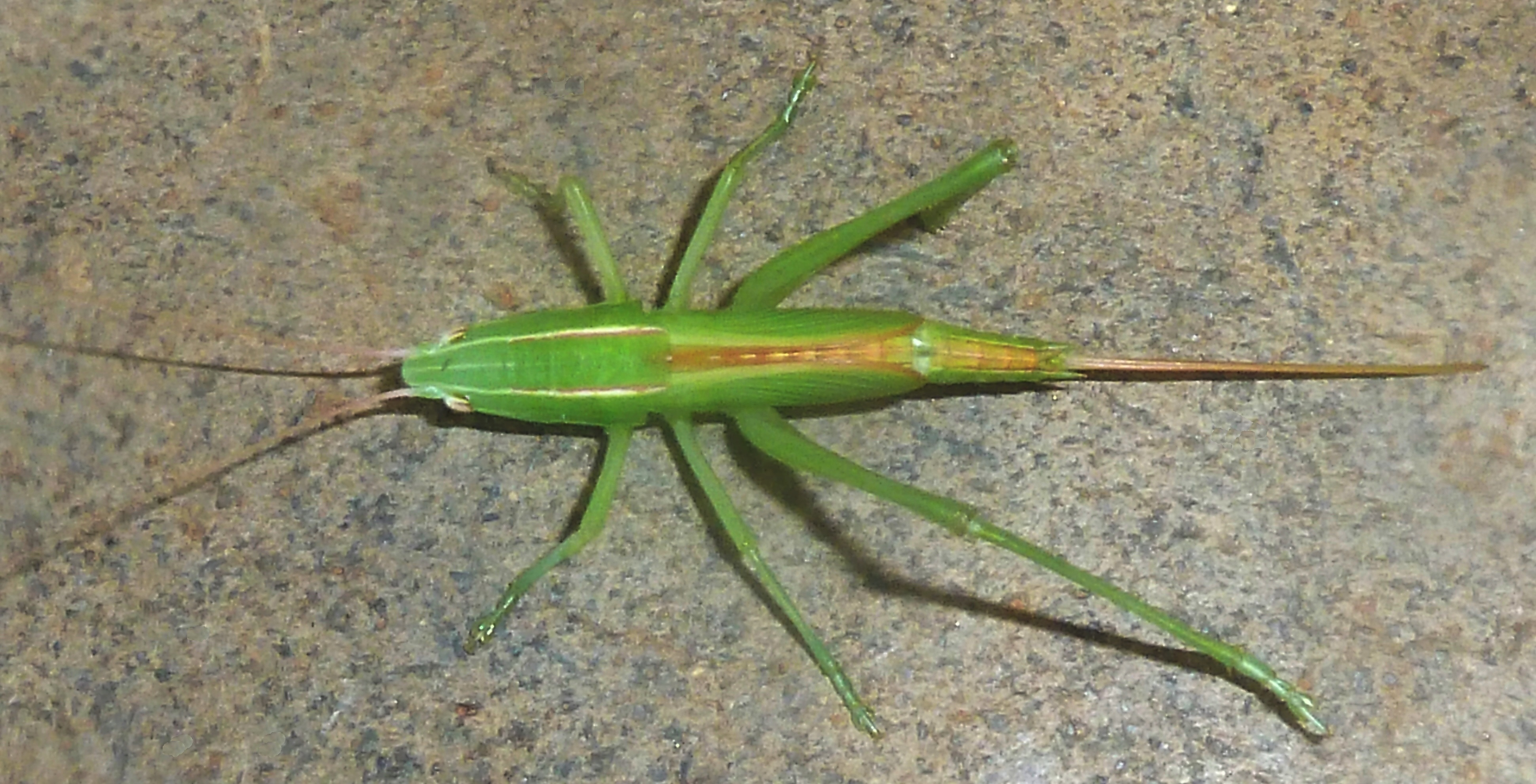
Conocephalus caudalis
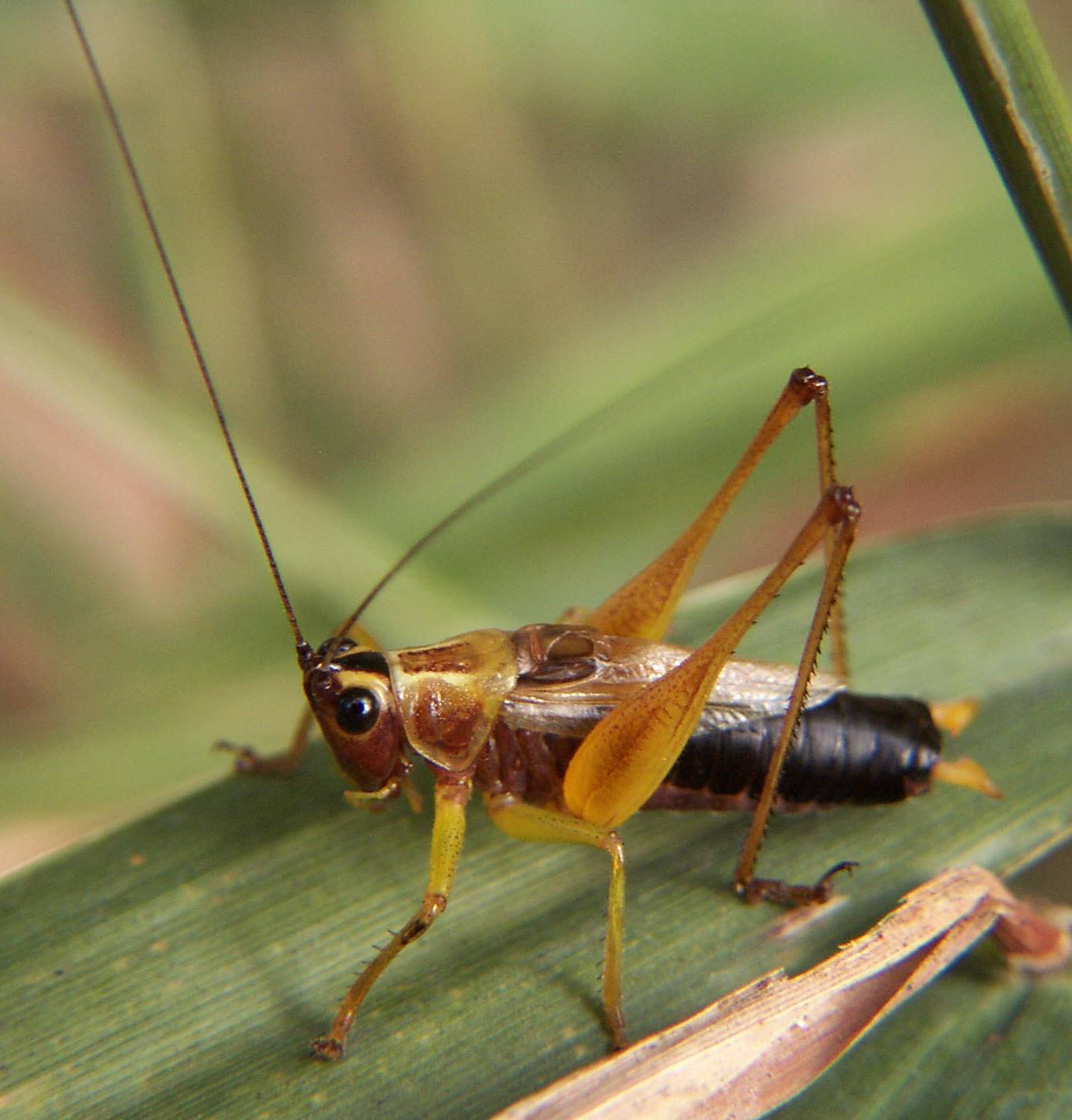
Conocephalus nigropleurum
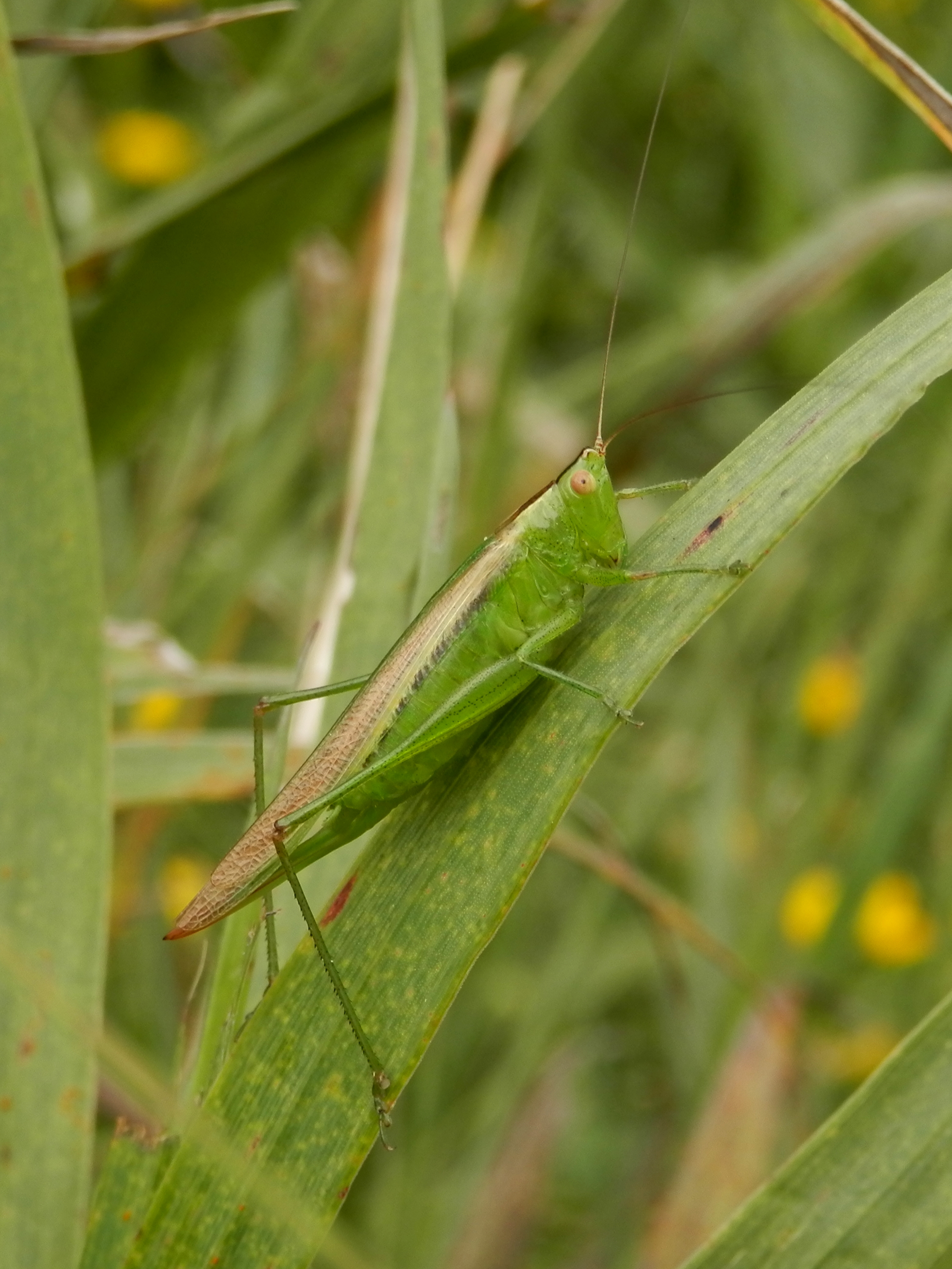
Conocephalus fasciatus
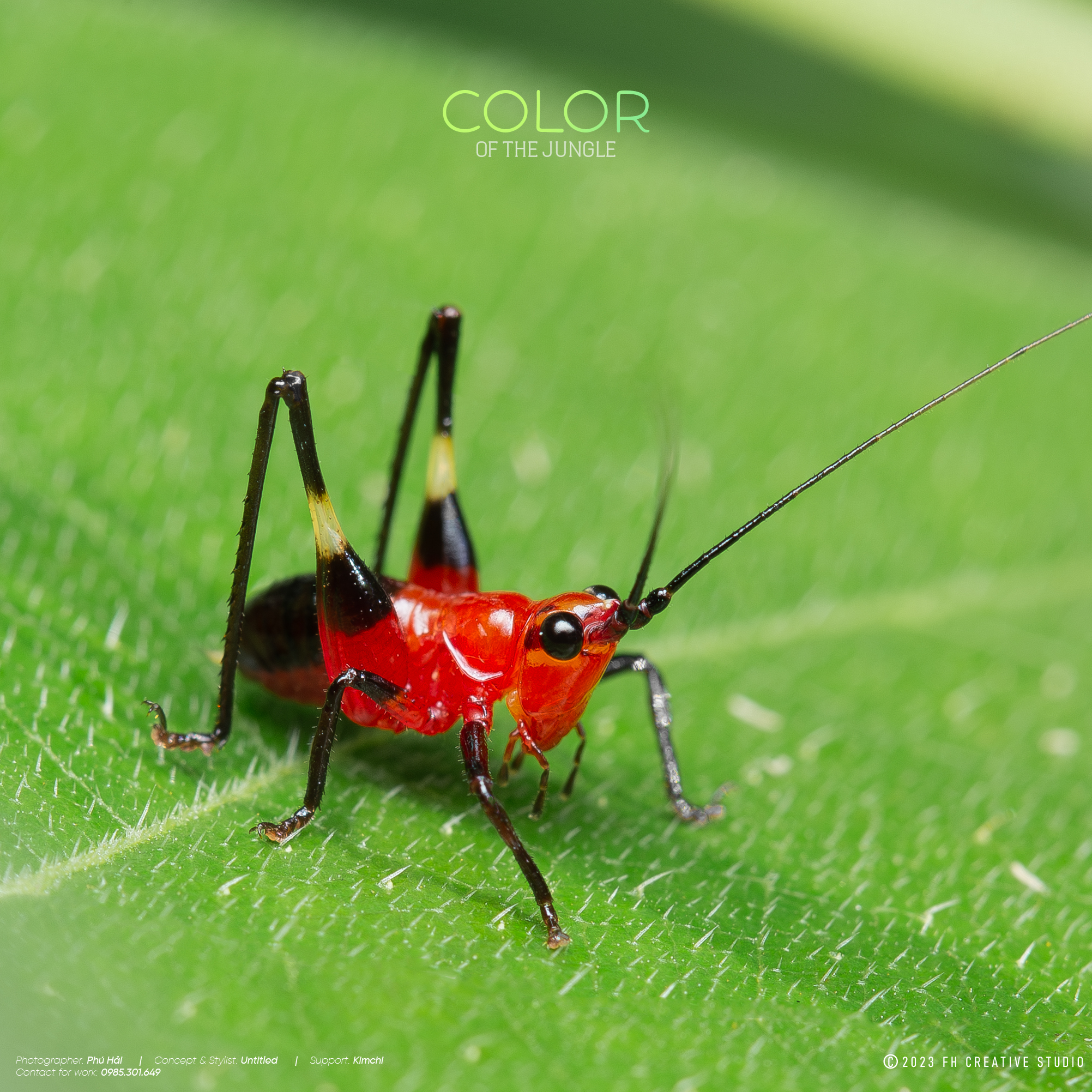
Conocephalus melaenus